# Guerra Civil da Argélia
A Guerra Civil Argelina foi um conflito armado entre o governo argelino e vários grupos de rebeldes islâmicos, que teve início em 1991. O número de mortos é estimado entre 150 mil e 200 mil, entre os quais há mais de 70 jornalistas, quer por forças do Estado ou por militantes islâmicos. O conflito terminou em vitória para o governo após a rendição da Exército de Salvação Islâmica e a derrota, em 2002, do Grupo Islâmico Armado. No entanto, atualmente ainda se produzem conflitos de baixa intensidade em algumas áreas.
A disputa começou em dezembro de 1991, quando a Frente Islâmica de Salvação (FIS) ganhou popularidade entre o povo argelino, e a Frente de Libertação Nacional (FLN) (partido do governo), temendo a vitória do primeiro, cancelou as eleições após a primeira rodada, uma vez que se tornou evidente que ganharia a Frente Islâmica de Salvação (FIS), argumentando que a FIS terminaria com a democracia. Após a proibição da FIS e a detenção de milhares de seus membros, os seus apoiadores começaram uma guerra de guerrilha contra o governo e seus partidários. Os principais grupos rebeldes que lutavam contra o governo foram o Movimento Islâmico Armado (AIM), com base nas montanhas, e o Grupo Islâmico Armado (GIA), nas aldeias. Os guerrilheiros inicialmente previram o exército e a polícia na Argélia, mas alguns grupos começaram logo a atacar civis. Em 1994, quando as negociações entre governo e líderes encarcerados da FIS atingiram o seu auge, o GIA declarou guerra à FIS e os seus apoiadores, enquanto o MIA e vários grupos menores reagrupados declararam sua lealdade à FIS, a ser renomeado Exército de Salvação Islâmica (SIA). Isso levou a um caminho de três guerras.

As eleições da Assembleia Nacional da Argélia em 1991
Maioria da FIS
50% da FIS
FIS menos de 50 %
Não decidida no primeiro turno
Não há dados disponíveis A FIS obteve vitória nas áreas mais povoadas do país

Pouco depois, as negociações foram interrompidas, e as eleições, realizadas, as primeiras desde o golpe de 1992, na qual o candidato do exército saiu vitorioso, o general Liamine Zéroual. Intensificou-se o conflito entre a GIA e o AIS. Durante os anos seguintes, o GIA realizou uma série de massacres que foram destinados a bairros ou cidades inteiras. Algumas evidências sugerem também a participação de forças do governo nesses eventos (ou pelo menos a omissão de ajudar de sua parte). As mortes atingiram o pico em 1997, em uma data próxima às eleições parlamentares, que obteve vitória um novo partido pró-Exército, a União Nacional Democrática (RND). A AIS, atacada por ambos os flancos, optou por declarar cessar-fogo unilateral ao governo em 1997, enquanto que a GIA foi dividida em vários grupos por causa de objeções internas a massacres. Em 1999, após a eleição do novo presidente, Abdelaziz Bouteflika, uma nova lei declarou anistia aos guerrilheiros, motivando um grande número de "arrependimentos" (que levou esse nome) de muitos combatentes e seu retorno a sua antiga vida. A violência diminuiu substancialmente, com uma vitória do governo. Os remanescentes do GIA foram perseguidos e presos no curso dos próximos dois anos, e em 2002 tinha quase desaparecido.
No entanto, um grupo dissidente do GIA, o Grupo Salafista para a Pregação e o Combate (GSPC) surgiu a partir das bordas da Cabília, foi formada para dissociar os massacres. No entanto, apesar de sua rejeição inicial, os ataques a não combatentes  "... finalmente voltaram a matar civis, e em outubro de 2003 mostraram publicamente o seu apoio à Al-Qaeda. A GSPC rejeita a Anistia e continua a lutar apesar de muitos combatentes se renderam. Apesar de suas ações militares em 2006, principalmente espalhadas nas montanhas do leste - é o único vestígio que permanece em combate na Argélia; o fim da violência ainda não está à vista.

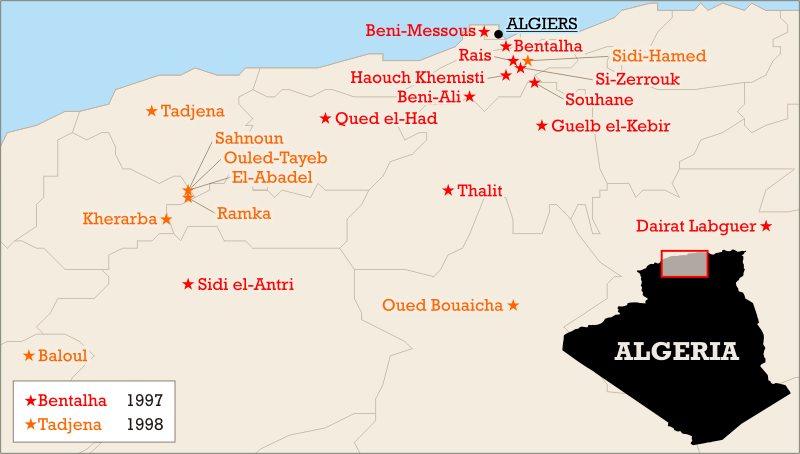
Massacres de mais de 50 pessoas nos anos de 1997 e 1998.